# Nemesia apenninica
Espèce
Nemesia apenninica est une espèce d'araignées mygalomorphes de la famille des Nemesiidae.

## Distribution
Cette espèce est endémique d'Italie. Elle se rencontre en Lombardie dans le Sud de la province de Pavie, en Émilie-Romagne, en Ligurie et en Toscane.

## Description
Le mâle holotype mesure 13,8 mm et la femelle paratype 13,8 mm.

## Étymologie
Son nom d'espèce lui a été donné en référence au lieu de sa découverte, l'Apennin du Nord.

## Publication originale
- Decae, Pantini & Isaia, 2015 : A new species-complex within the trapdoor spider genus Nemesia Audouin 1826 distributed in northern and central Italy, with descriptions of three new species (Araneae, Mygalomorphae, Nemesiidae). Zootaxa, no 4059(3), p. 525-540.